# Nowy Wiec
Nowy Wiec [ˈnɔvɨ ˈvjɛt͡s] (deutsch Vitzen, Witzke, Neu-Fietz) ist ein Dorf in der Stadt- und Landgemeinde Skarszewy im Powiat Starogard in der Woiwodschaft Pommern im Norden Polens. Es liegt etwa 10 Kilometer nordwestlich von Skarszewy, 22 km nordwestlich von Starogard Gdański und 33 km südwestlich der Woiwodschaftshauptstadt Danzig.
Die Geschichte des Ritterguts Nowy Wiec reicht bis ins 13. Jahrhundert zurück und ist unmittelbar mit dem Adelsgeschlecht von Vitzen verbunden. Der Name wurde im Laufe der Jahrhunderte unterschiedlich geschrieben, wie  Vi(e)tzen (Wi(e)tzke, Wi(e)tzki, Wi(e)cki, Wi(e)tcki, Wi(e)tecki). Der Stammvater war der pommerische Ritter und Rat Heinrich von Vitzen (1245–1270). Die Aufteilung des Ritterguts Vitzen (Witzke) in Stary Wietc (Alt-Fietz) und Nowy Wietc (Neu-Fietz) erfolgte im 15. Jahrhundert.
Im westlichen Teil des Dorfes befindet sich ein von einem Park umgebenes Herrenhaus aus dem 19. Jahrhundert, das der Familie Wiecki gehörte. Es ist der Geburtsort der selig gesprochenen Marta Wiecka, deren Denkmal im Ort vor ihrem Familienhaus am 1. Juni 2013 enthüllt wurde.